# Zach Hyman
Zachary Martin „Zach“ Hyman (* 9. Juni 1992 in Toronto, Ontario) ist ein kanadischer Eishockeyspieler, der seit Juli 2021 bei den Edmonton Oilers in der National Hockey League unter Vertrag steht und für diese auf der Position des Centers spielt. Zuvor war er sechs Jahre für die Toronto Maple Leafs aktiv. Neben seiner sportlichen Karriere betätigt sich Hyman als Autor von Kinderbüchern.

## Karriere

### Jugend und Universität

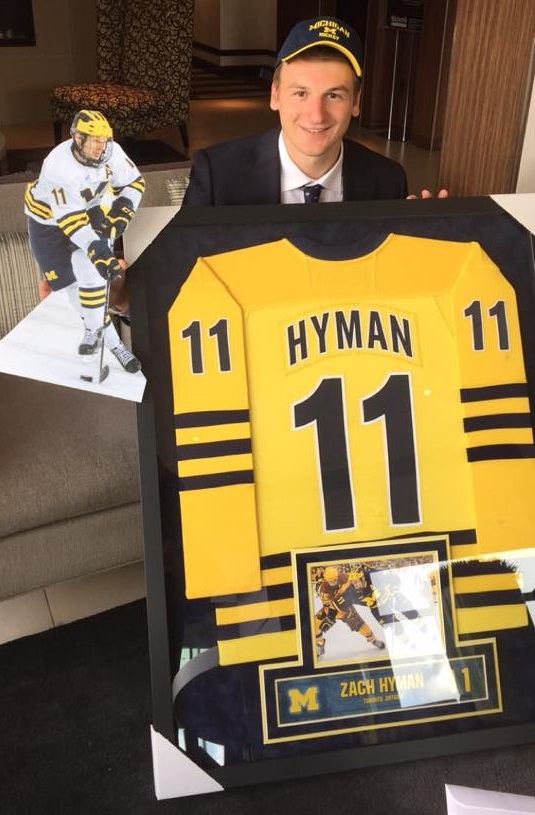
Hyman bei den Michigan Hockey Awards 2015

Zach Hyman, der aus einer jüdischen Familie stammt, wurde in Toronto in eine vom Eishockey geprägte Familie geboren. Seinem Vater Stuart Hyman, einem Bauunternehmer, gehörten zwischenzeitlich um die 100 Junioren-Mannschaften im Großraum Toronto, sodass Zach Hyman ebenso wie seine vier jüngeren Brüder im Nachwuchsbereich in Teams seines Vaters spielten. Er tat dies bis zur Saison 2010/11 bei den Hamilton Red Wings, für die er in seinem letzten Jahr 102 Scorerpunkte in 43 Spielen erzielte und zum Spieler des Jahres der gesamten Canadian Junior Hockey League gewählt wurde. Zudem war er bereits im NHL Entry Draft 2010 von den Florida Panthers an 123. Position ausgewählt worden, deren Trainingslager er in den folgenden Jahren besuchte, sich jedoch vorerst nicht für einen Vertrag empfehlen konnte.
Im Jahre 2010 schrieb sich Hyman an der University of Michigan ein, begann dort ein Studium der Geschichtswissenschaft und spielte parallel für das Eishockeyteam der Universität, die Michigan Wolverines, in der National Collegiate Athletic Association. Bei den Wolverines hatte der Angreifer zwei schwache erste Jahre, in denen ihm nur 18 Punkte in 79 Spielen gelangen. Der Durchbruch gelang ihm erst in seinem vierten und letzten Jahr an der University of Michigan, in dem er mit 22 Toren und 32 Vorlagen die Big Ten Conference in Scorerpunkten anführte. In der Folge wurde Hyman ins Big Ten First All-Star Team gewählt und war ein Finalist um den Hobey Baker Memorial Award als bester College-Spieler des Landes.

### NHL
Im Anschluss an seine letzten College-Saison konnte sich Hyman mit den Florida Panthers nicht auf einen Vertrag einigen, sodass er im Juni 2016 mitsamt einem Siebtrunden-Wahlrecht für den NHL Entry Draft 2017 an die Toronto Maple Leafs abgegeben wurde. Die Panthers erhielten im Gegenzug Greg McKegg. Bei den Maple Leafs unterzeichnete Hyman wenige Tage später einen auf zwei Jahre beschränkten Einstiegsvertrag. In der folgenden Saison 2015/16 setzten ihn die Maple Leafs hauptsächlich bei ihrem Farmteam, den Toronto Marlies, in der American Hockey League (AHL) ein. Im Februar 2016 wurde der Angreifer jedoch erstmals ins NHL-Aufgebot berufen und kam bis zum Ende der Spielzeit auf 16 Einsätze, in denen er vier Tore und zwei Vorlagen verbuchte.
Mit Beginn der Saison 2016/17 etablierte sich Hyman im NHL-Aufgebot der Maple Leafs und wurde hauptsächlich in einer Reihe neben Auston Matthews und William Nylander eingesetzt. Anschließend unterzeichnete er im Juli 2017 einen neuen Vierjahresvertrag in Toronto, der ihm ein durchschnittliches Jahresgehalt von 2,25 Millionen US-Dollar einbringen sollte. Nach Ablauf dessen gelang es jedoch beiden Parteien nicht, sich auf eine Verlängerung zu einigen, sodass er Toronto nach sechs Jahren verließ. Anschließend erhielt er im Juli 2021 als Free Agent einen Siebenjahresvertrag bei den Edmonton Oilers, der ihm ein durchschnittliches Jahresgehalt von 5,5 Millionen US-Dollar einbringen soll. In der Saison 2023/24 verzeichnete Hyman mit 54 erzielten Treffern einen bisherigen Karriere-Bestwert, mit dem er sich ligaweit hinter Auston Matthews und Sam Reinhart auf dem dritten Rang platzierte. In den anschließenden Playoffs 2024 erreichte er mit den Oilers das Finale um den Stanley Cup, unterlag dort allerdings den Florida Panthers mit 3:4. Gleiches geschah am Ende der Playoffs 2025, als Edmonton mit 2:4 an den Panthers scheiterte.

## Erfolge und Auszeichnungen
- 2011 Spieler des Jahres der Canadian Junior Hockey League
- 2015 Big Ten First All-Star Team
- 2015 Finalist um den Hobey Baker Memorial Award

## Karrierestatistik

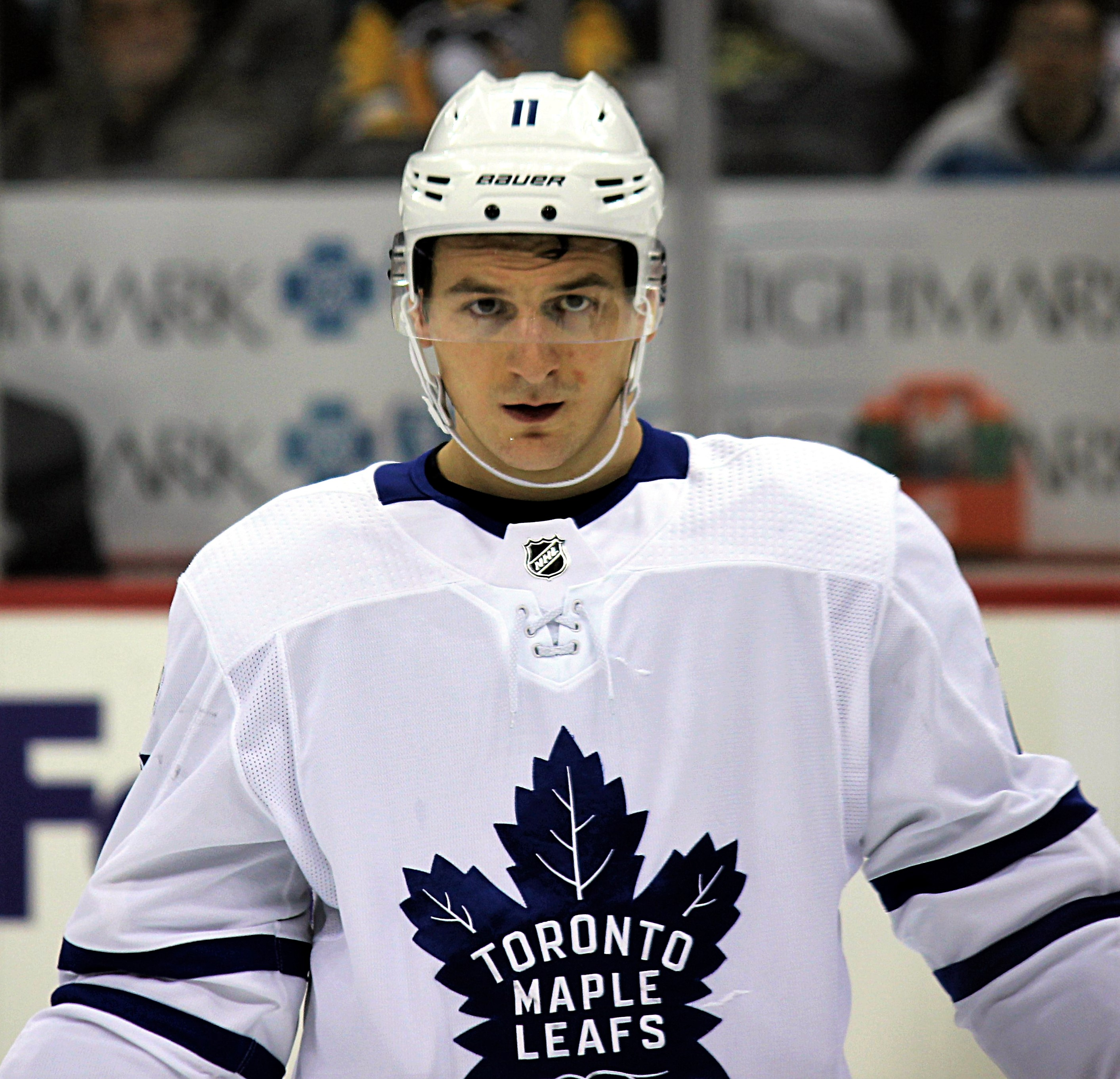
Hyman im Trikot der Toronto Maple Leafs (2017)

Stand: Ende der Saison 2024/25
(Legende zur Spielerstatistik: Sp oder GP = absolvierte Spiele; T oder G = erzielte Tore; V oder A = erzielte Assists; Pkt oder Pts = erzielte Scorerpunkte; SM oder PIM = erhaltene Strafminuten; +/− = Plus/Minus-Bilanz; PP = erzielte Überzahltore; SH = erzielte Unterzahltore; GW = erzielte Siegtore; 1 Play-downs/Relegation; Kursiv: Statistik nicht vollständig)

## Autorentätigkeit
Hyman begann bereits als Jugendlicher mit dem Schreiben, so gewann er in der siebten Klasse mit einer Kurzgeschichte einen Schreibwettbewerb. Derzeit steht er bei der Verlagsgruppe Penguin Random House unter Vertrag und veröffentlichte 2014 und 2015 seine ersten beiden Kinderbücher, die jeweils von sportlichen Themen handeln (Baseball und Eishockey).

## Veröffentlichungen
- The Bambino and Me. Tundra Books, Toronto, 2014, ISBN 978-1-77049-627-9.
- Hockey Hero. Tundra Books, Toronto, 2015, ISBN 978-1-77049-630-9.
- The Magician’s Secret. Tundra Books, Toronto, 2017, ISBN 978-1-77049-894-5.